# Buennagel Peak
Buennagel Peak är en bergstopp i Antarktis. Den ligger i Västantarktis. Inget land gör anspråk på området. Toppen på Buennagel Peak är 605 meter över havet.
Terrängen runt Buennagel Peak är varierad. Trakten är obefolkad. Det finns inga samhällen i närheten. 